# Portal der TSG
Das Portal der TSG in der Heinrich-Fuhr-Straße ist ein Bauwerk in Darmstadt.

## Geschichte und Beschreibung
Stilistisch gehört das in der Mitte der 1930er-Jahre erbaute Portal zum Internationalen Stil.
Typisch für diesen Baustil sind die geometrischen, glatt verputzten, weißen Baukörper und die starke horizontale Betonung durch flache, weit auskragende Dächer.
Das symmetrische Bauwerk besteht aus dem Portal und den zwei seitlichen Kiosken.

## Denkmalschutz
Das Portal der TSG ist ein typisches Beispiel für den Internationalen Stil in Darmstadt.
Aus architektonischen und stadtgeschichtlichen Gründen ist das Portal ein Kulturdenkmal.